# Hollersbachtal
Koordinaten: 47° 13′ N, 12° 25′ O
Das Hollersbachtal im Oberpinzgau ist das Tauerntal der Gemeinde Hollersbach. Es liegt südlich der gleichnamigen Ortschaft.

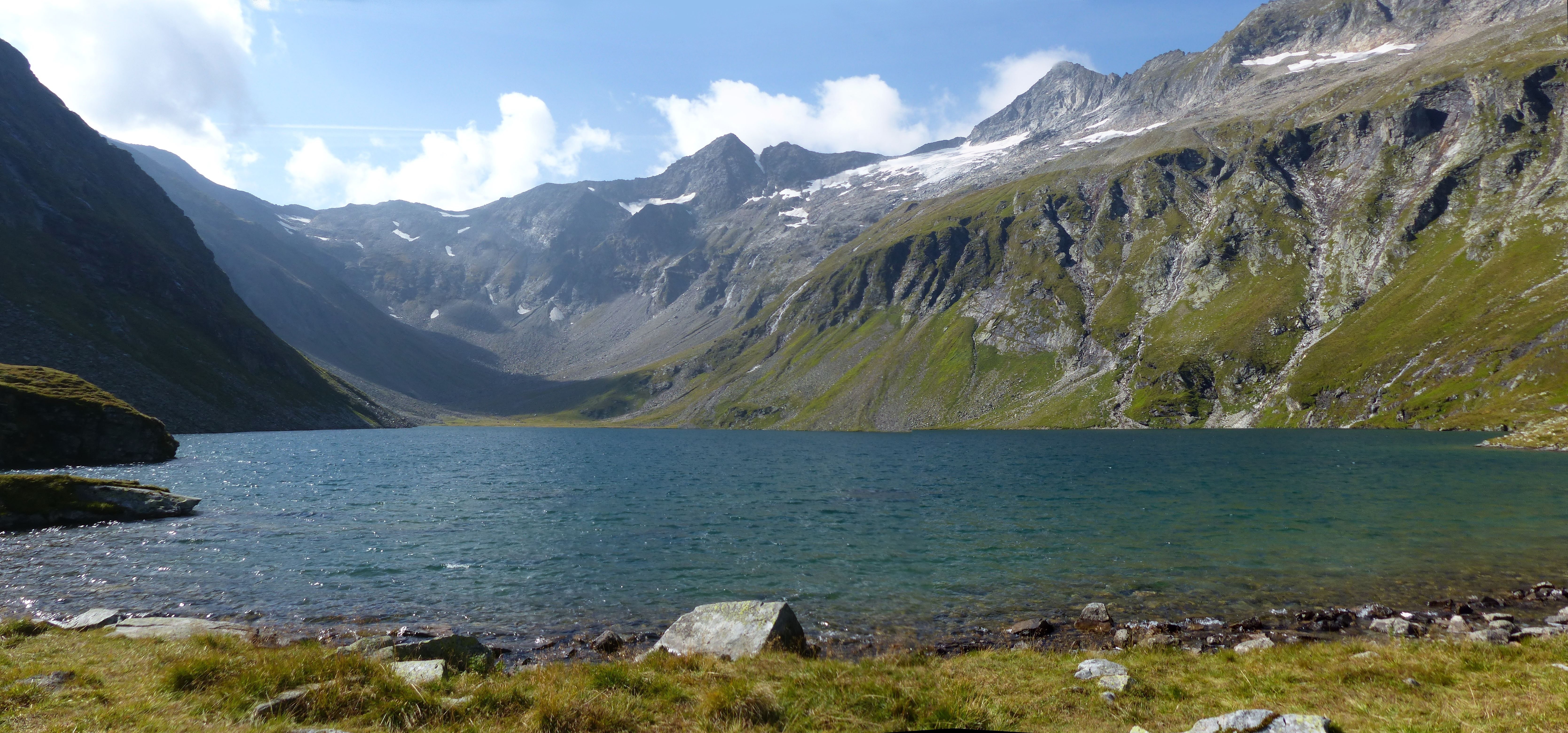
Blick über den Kratzenbergsee zum Seekopf und zum Kratzenberg

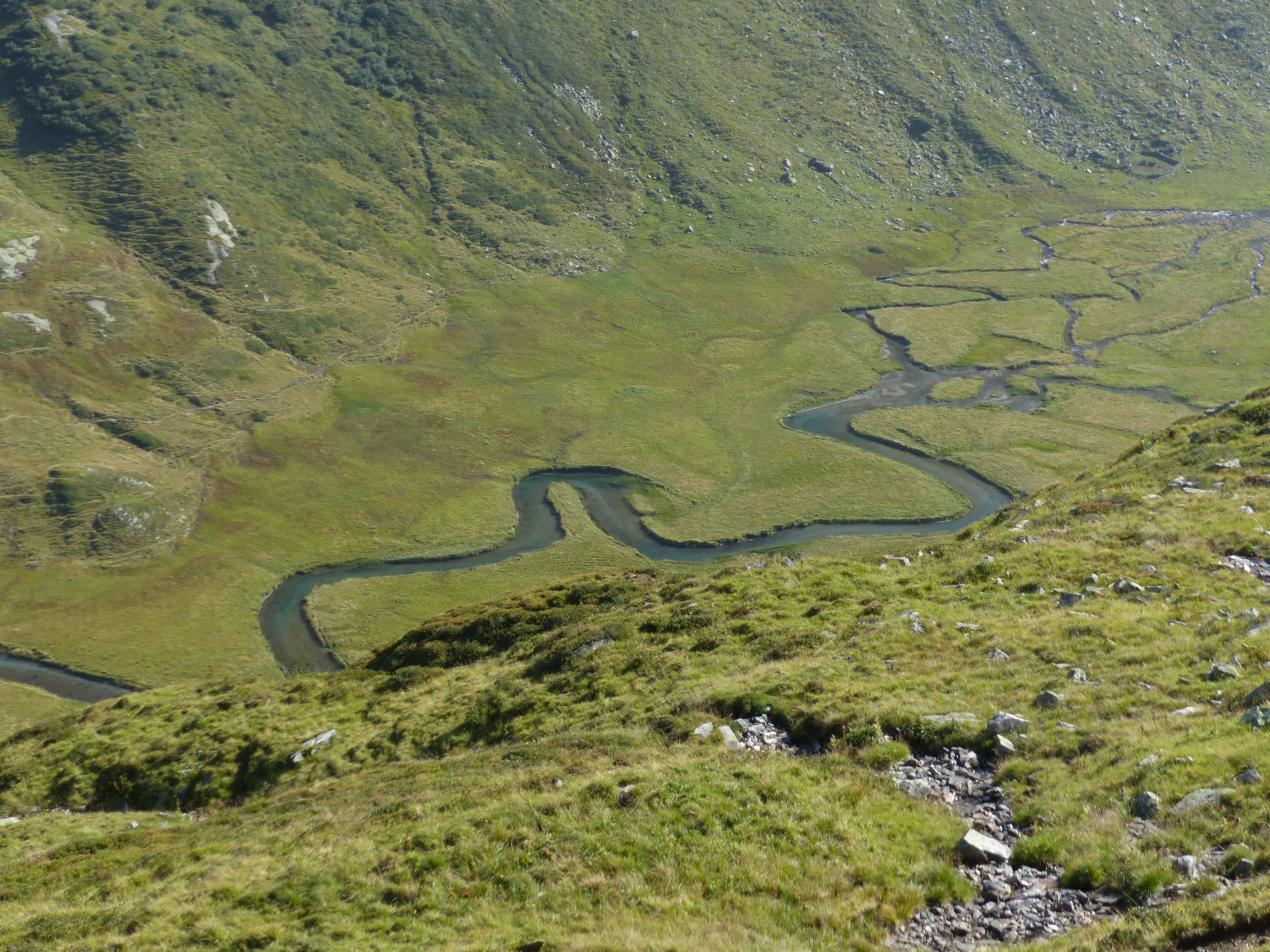
Blick auf das Vordermoos und auf den mäandrierenden Hüttenbach

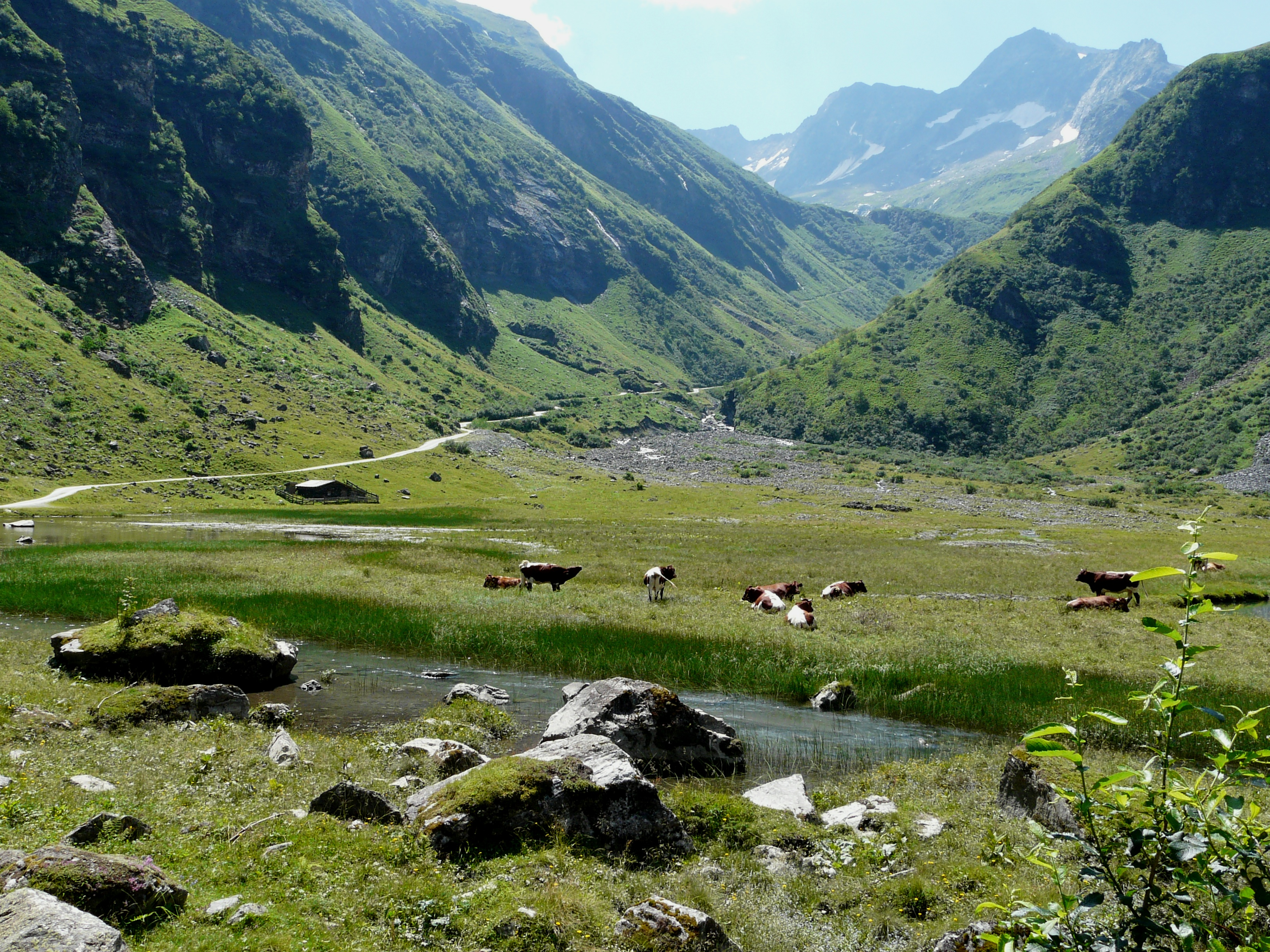
Blick auf den Ofner Boden

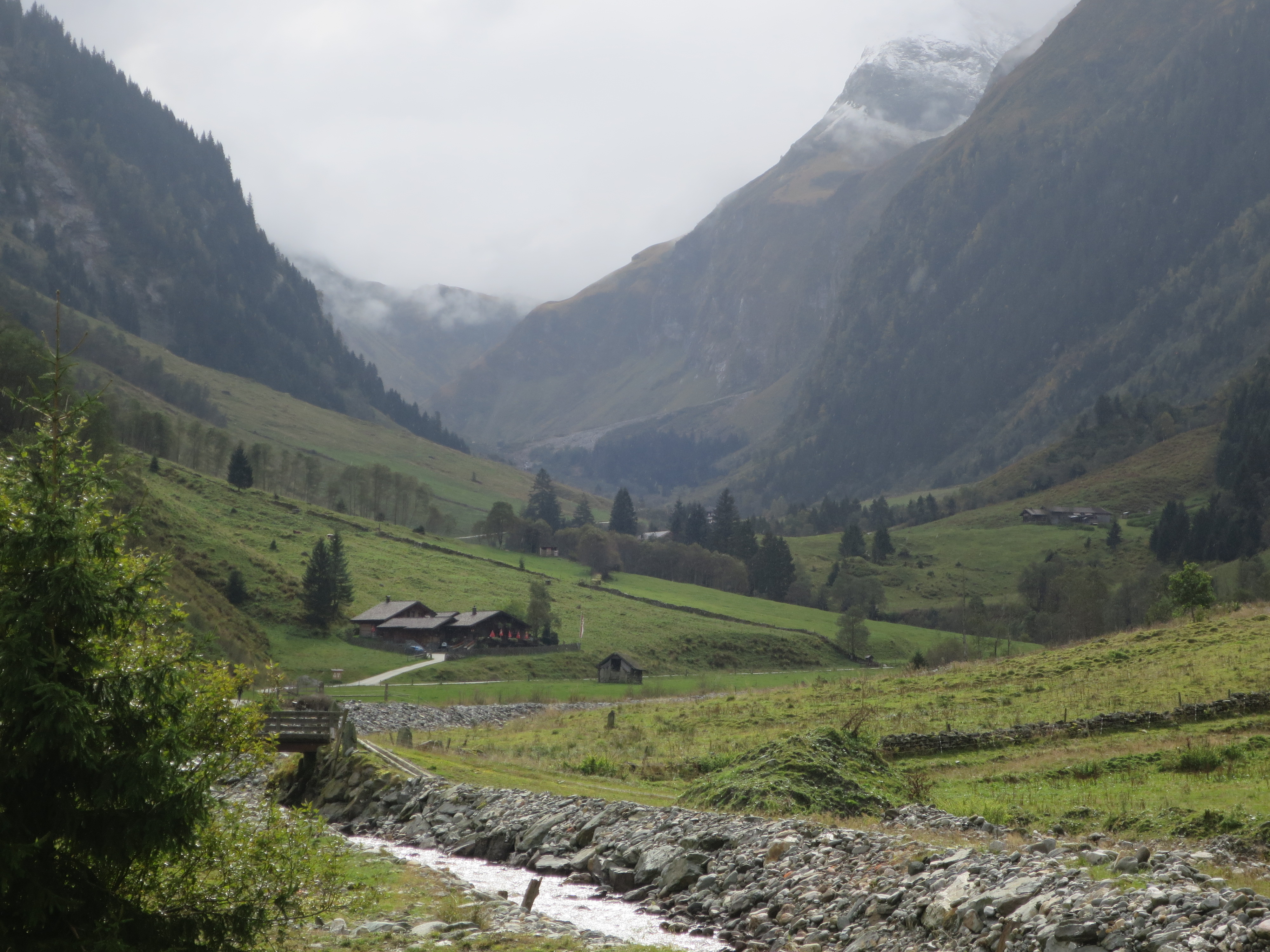
Blick vom Gasthof Senninger Alm auf den Talschluss

## Lage
Das Tal liegt in den Hohen Tauern zwischen dem zur Gemeinde Mittersill gehörenden Felbertal mit der bekannten Felbertauernstraße im Osten und dem Habachtal in der Gemeinde Bramberg am Wildkogel mit seinem bekannten Smaragdvorkommen im Westen.

## Gewässer
Der Hollersbach entsteht durch den Zusammenfluss von Hüttenbach (auch Weißeneggbach genannt) und dem Seebach mit seinem eindrucksvollen Seebach-Wasserfall südlich der Ofneralm im Hollersbachtal auf über 1550 m ü. A. Das Landesinformationssystem SAGIS gibt jedoch – ebenso wie der franziszeische Kataster von 1829/30 – als Ursprung des Hollersbaches den Kratzenbergsee an. Der Bach mündet bei Hollersbach in die Salzach.
Ziel des Nationalparkes ist auch der Erhalt des Hollersbaches als natürliches Gewässer. „Ein naturnaher Bach ist ein dynamisches Ökosystem, das heißt, es herrscht eine ständige Abfolge zwischen Anlandung, Festigung des Materials durch krautige Pflanzen, Aufkommen von Holzpflanzen und – vor allem bei Hochwässern – Wegreißen der Ufer samt ihren Vegetationskomplexen. Bei verbauten Ufern und „gezähmten“ Bächen findet diese Dynamik nicht mehr statt.“ (Zitat Naturführer „Hollersbachtal“ d. Nationalparks S. 28). Im Abschnitt zwischen Leitneralm und Ofnerbodenalm verbirgt sich der Bach entgegen diesen Kriterien hinter einem deutlich zu nahe am Bachlauf errichteten Hochwasserschutzwall. Der den naturnahen Bachlauf stets begleitende Grauerlenbestand wurde im Bereich der Almen fast zur Gänge gerodet, der unterschiedlich breite Bach wurde im Raum der kleinen Bachinseln leicht begradigt, in der Bachsohle wurden die großen Steine entfernt und das Bachbett maschinell geglättet, die Böschungen erhielten eine weitgehend gleichbleibende Neigung, d. h. der Bach bekam ein sehr einheitliches Bett, die natürlichen und wichtigen Verzahnungen des Baches mit seinem Umland verschwanden. In dem Abschnitt oberhalb des geschlossenen Waldes ist daher der Bach nicht mehr als natürlich und nicht mehr als naturnah anzusprechen. In der Folge der gewässerverändernden Maßnahmen konnten und können auch die bachnahen Almweideflächen in Fettwiesen umgewandelt und schrittweise intensiviert werden. Die sehr strukturreichen und blütenreichen Almweideflächen wichen und weichen strukturarmen und zunehmend auch blütenarmen Wiesen. Durch diesen Strukturwandel wird der Erholungswert und der naturschutzfachliche Wert des Baches und seiner Umgebung deutlich beeinträchtigt.
Der Kratzenbergsee ist mit 24 ha Größe der größte natürliche Gebirgssee im Nationalpark Hohe Tauern und im Raum der Tauern insgesamt. Er verdankt seine Entstehung den Eiszeiten. Gletscher haben in Verbindung mit darunter liegendem Schotter damals auch dieses Hochtal ausgeschürft und einen zuerst über 100 m tiefen Gletscherkolk geschaffen. Seine größte Tiefe beträgt heute über 30 m.
Der Scharrnbach im westlichen Seitental des Hollersbaches wird wegen der dort früher betriebenen Bergbaugruben auch Gruberbach genannt wird. Zahlreiche weitere kleine Seitenbäche nimmt der Hollersbach in seinem Verlauf auf. Südlich der Leitneralm etwa den Krameteker, den Grummetecker Graben und seinen Bach und nördlich der Senningeralm die Speibingklamm mit ihrem Bach.

## Die Pflanzenwelt

### Grauerlenwälder
Der Schluchtwald zwischen den Almflächen bis zum Talausgang wird vor allem westseitigen Blockschutthang sehr stark von Grauerlenwäldern bestimmt. Die Unterhänge der Tauerntäler sind vielfach natürlich nährstoffreich, dazu kommt der Nährstoff der stickstoffbindenden Knöllchenbakterien in den Wurzeln der Grauerlen. Verbunden mit der hohen Luftfeuchtigkeit im Schluchtwald bestehen hier daher sehr gute Lebensbedingungen für Farne und Moose und die vielfach üppigen krautigen Blütenpflanzenbestand. Besonders typisch für den Grauerlen-Hangwald im Hollersbach sind verschiedene Farnarten, vor allem der Straußfarn mit seinem großen trichterförmig angeordneten Wedeln. Weitere häufige Farne sind Buchenfarn, Eichenfarn und breitblättriger Dornfarn.

### Fichtenwälder
Die hochmontanen gelegenen Fichtenwälder mit dem typischen Vorkommen der Hainsimse sind auf sauren Böden in der Regel deutlich artenärmer als die Grauerlenbestände. Sie wachsen einerseits auf wenige entwickelten trockeneren Fels- und Schuttböden, anderseits auf sauren nassen anmoorigen Böden.
Der höher gelegene subalpine Fichtenwald mit Rippenfarn und Heidelbeere (im Oberpinzgau „Schwarzbeere“ genannt) und dem Stockwerkmoos. Nicht selten kommt in höheren Lagen auch der Rostroter Almrausch in dem lockeren Waldbestand vor.

### Lärchen-Zirben-Wälder
Lärchen-Zirbenwälder sind im Hollersbachtal nur mehr reliktär erhalten. Verantwortlich ist dabei der Raubbau an Wäldern im Mittelalter und z. T. auch der der frühen Neuzeit im Zuge der Gewinnung von Brennholz für die Halleiner Saline. Das langsame Wachstum der Zirbe verhindert eine rasche Verjüngung nach dem Einstellen großflächiger Holzschlägerungen im Tal. Durch mehrmaligen Kahlschlag wurde die natürliche Verjüngung des Lärchen-Zirbenwaldes verunmöglicht. Namhafte Zirbenbestände sind heute nur noch im südlichen Teil des Scharrntales zu finden.

### Almweiden
Die Almweiden im Hollersbachtal sind abseits von kleinräumigen Sonderstandorten fast durchwegs arten- und strukturreiche Borstgras-Rasen. Sie finden sich als alten bewachsenen eher trockenen Blockschutthalden. Typisch sind im Hangbereich die durch das Weidevieh ausgetretenen hangparallelen Viehtreppen. Neben dem Borstgras sind Blutwurz, Arnika und Schweizer Leuenzahn typisch, an Zwergsträuchern Besenheide, Heidelbeere und Preiselbeere. In feuchteren Teilen sind Rasenschmiele und Zweiblütiges Veilchen typisch.

### Mähder
Sehr kleinräumige Almmähder haben die Almwirtschaft seit Jahrhunderten geprägt. Um 1970 waren diese Almmähder aber teilweise bereits als Almweiden genutzt und haben ihren Mähwiesencharakter verloren. Nach Ausweisung der Almweiden als Teil des Nationalparkes begann eine deutliche Intensivierung und großflächige Vergrößerung intensiv genutzter und schrittweise immer stärker gedüngter Mähwiesen. Auch ehemalige bachnahe Schotterflächen und Grauerlenbestände wurden zu Mähwiesen umgewandelt. Damit verarmt das abwechslungsreiche und typische blütenreiche und strukturreiche Bild der Almweiden im Nationalpark zunehmend. Der Wert für den Naturschutz, aber ebenso für die Erholung und den Fremdenverkehr sinkt.

### Hochstauden und Grünerlenbestände
In enger Beziehung zu den Grünerlenbeständen an wasserzügigen und nährstoffangereicherten Standorten gedeihen Meisterwurz, Grauer Alpendost, Alpenmilchlattich und öfter auch die Österreichische Gemswurz.

### Alpine Rasen
Die alpinen Rasen über etwa 2200 m Seehöhe sind weit überwiegend Krummseggenrasen. In dieser Höhenlage ist das Klima deutlich rauer als in tieferen Lagen, die Schneedecke dauern deutlich länger an und die Winde sind stärker. Hier sind neben der namensgebenden Krummsegge mit ihren charakteristisch gekrümmten Blättern Scheuchzers Glockenblume, Feldhainsimse, und Lebendgebärender Knöterich typisch.

### Schneetälchen
Die Schneetälchen der alpinen Stufe, die nur wenige Monate schneefrei bleiben, sind vor allem durch die Krautweide geprägt, bei der die nieder liegenden kleinen Äste des „kleinsten Baumes der Welt“ (Carl von Linné) im Erdreich verborgen bleiben und nur Blätter und Blattwirtel des Zwergstrauches aus dem Boden herausragen. Hier blüht im Frühjahr die Zwergprimel, die Klebrige Primel, die Kleine Soldanelle, aber auch der kleine Schnee-Enzian neben dem Zwerg-Ruhrkraut. In angrenzenden steinigen Standorten gedeiht das stängellose Leimkraut.

### Moore und Feuchtflächen
Die Nass- und Feuchtwiese Ofner Boden: ist ein „Moor im Entstehen“ mit naturschutzfachlich wertvollen anmoorigen und sumpfigen Teilen. Hier befand sich ein durch einen Bergsturz entstandener See, der um etwa 2000 vollständig verlandete.
- Das Hintermoos (2010 m) und das Vordermoos (1860 m) sind Moorkomplexe im unmittelbaren Talschluss, die aus verlandeten nacheiszeitlichen Seebecken entstanden sind. Das Vordermoos besitzt eine Torfmächtigkeit von über 0,5 m. Neben typischen Flachmoorarten wie dem Schmalblättrigen Wollgras wachsen im Vordermoos Fieberklee, Sumpf-Läusekraut und Allermannsharnisch. Das Hintermoos ist das höchstgelegene Moor im Land Salzburg.
- Das Reichertleitenmoos (1870 bis 1880 m) mit seiner für die Höhenlage typischen Flachmoorvegetation liegt im Scharrntal nächst der Reichertleitenalm zwischen den Großen Geralmen im Norden und dem Zetachkopf im Süden. Deutlich höher gelegen ist unterhalb des Kühkares bzw. des Kühkopfes das
- Moor beim Bärenbad im Scharrntal (ca. 1990 m).

## Die Tierwelt
Das Hollersbachtal besitzt durch seine verschiedenen vielfältigen Lebensräume. Von 35 im Hollersbachtal lebenden Säugetierarten ist auszugehen. Dazu gehören neben den jagdlich genutzten Wildarten Hirsch, Reh und Gämse, sowie Fuchs und Dachs auch verschiedene Spitzmäuse und Fledermäuse. Häufig und wenig scheu sind im Tal die seit etwa 50 Jahren nicht mehr bejagten Murmeltiere. Im alpinen Gelände leben Schneehase und Schneemaus.
Die Vogelwelt ist mit etwa 70 Arten ebenfalls reichhaltig (siehe auch Klammen und Felsen). Bemerkenswert sind neben der im Hollersbach jagenden Wasseramsel und der Gebirgsstelze sowie dem im Durchzug auf Schotterbänken rastenden Flussuferläufer verschiedene Spechtarten wie Dreizehenspecht und Schwarzspecht. Zu den Eulenarten zählen hier Raufußkauz und der kleine Sperlingskauz. Die Gruppe der Raufußhühner ist mit Auerhuhn, Birkhuhn, Haselhuhn und Schneehuhn ebenfalls gut vertreten. Mit etwas Glück ist an feuchteren Bereichen an Felsen auch der Alpenmauerläufer zu beobachten.
Die Reptilien sind mit Bergeidechse und Kreuzotter vertreten, die Amphibien mit Grasfrosch und Alpensalamander. Im Talbeginn bzw. in Ortsnähe sind auch der Laubfrosch und die Erdkröte anzutreffen.

## Die Forstwirtschaft
Im Spätmittelalter wurden auch die Tauerntäler zunehmend für die Zwecke des Salinenwesens geschlägert. Vermutlich erfolgte die erste großflächige Schlägerung im Jahr 1586, der linksufrige steilere Waldbereich vermutlich im Jahr 1713. Der Wald gehört weitgehend zu den früheren fürsterzbischöflichen Waldungen, die heute im Eigentum der Bundesforste stehen. Nur ein kleiner Teil gehört ansässigen Bauern. Der Schutzwaldanteil beträgt etwa 30 %. Der übrige Teil ist Wirtschaftswald. Um 1980 wurden im Hollersbachtal etwa 2000 Festmeter Holz jährlich entnommen.

## Almen und ihre Nutzung

### Grundalmen
Das Hollersbachtal wurde in den letzten drei bis vier Jahrzehnten durch schrittweise Intensivierungsmaßnahmen zum almwirtschaftlich am intensivsten genutzte Tauerntal im Oberpinzgau.
Rechtsseitig im Tal liegt der Großteil der Almen im Hollersbacher Tal.- Dazu gehören:
- Die Almhütten der Vorderen und der Hinteren Ofneralm mit ihren Almhütten nächst dem Ofner Boden und
- die kleine Rossgrubalm direkt am Almweg gelegen.
- Die Hütte der Sauersteinalm liegt unmittelbar auf einem steilen Felsenabbruch über dem Talboden. Hinter der Almhütte sorgt eine künstliche Erhebung dafür, dass allfällige Lawinen im Winter oder auch allfälliger Steinschlag neben die Hütte abgelenkt werden. Die Alm wird vom neuen Eigentümer, dem Schuhbichlbauern seit einigen Jahrzehnten auch als „Schuhbichlalm“ bezeichnet. Auch der Name Bramlalm war geläufig. Nachdem im Hollersbachtal aber seit fürsterzbischöflicher Zeit bereits eine Schuhbichlalm besteht, führen diese Namen z. T. zur Verwirrung. Im Raum der Sauersteinalm liegt der ehemalige Gasthof „Edelweiß“,
- Talauswärts folgt die große Ottacher Grundalm mit zwei Ställen und einer neu erbauten großen Almhütte.
- die Senningeralm (auch „Senningerbräualm“), wird seit der frühen Nachkriegszeit nicht mehr als Almwirtschaft geführt. Die dortige Hütte ist seit vielen Jahrzehnten ein Ausflugsgasthof.
- Die Lahneralm wurde früher nach dem „Speibinggraben“ auch Speibingalm genannt.
- Nach der wohl ebenfalls nicht mehr genutzten Wirtsalm folgt talauswärts
- die Leitneralm (früher auch Leitenalm) am Beginn des ausgeprägten Trogtales.

- Linksufrig im Tal liegt die gegenüber der Edelweißhütte die große Scharrn-Grundalm, von der zwei Materialseilbahnen auf die Hochalmen Marchleggalm und auf der gegenüberliegenden Talseite auf die Ottacher Hochalm führen. Die bis vor einigen Jahrzehnten zusätzlich bestehende Materialseilbahn auf die Scharrer Hochalm besteht nicht mehr und auch nicht mehr die kurze Materialseilbahn zur nahen Edelweißhütte. Westlich der Almhütte mündet der Gamskarlbach über einen bemerkenswerten Wasserfall in den Hollersbach.

- Neben der Scharrn-Grundalm befindet sich in Richtung Talausgang die alte Schuhbichleralm, die derzeit im Wesentlichen der Ziegenhaltung dient.
- Weiter talaus folgt linksufrig die kleine Dorferwirtsalm.

### Die Almen im Scharrntal
Nördlich der Leitneralm (Leitenalm) zweigt vom Hollersbachtal nach Westen zu der Weg in das Scharrntal ab. Dieses Hochtal wird vom Scharrnbach (auch Grubenbach genannt) entwässert.
- Vordere (heute verfallen) und Hintere Flecktruhealm (sehr häufig auch Flecktrogalm – genannt, vgl. sprachlich die gegenüberliegenden „Scharrntröge“)
- Die Reichertleitenalm war lange Zeit eine reine Käsereialm.
- Achselalm
- Die Scharrn Grundalm hieß früher nach dem dort einst betriebenen Bergbau „Gruberalm“
- Zur Scharrn Hochalm gehören auch das hoch gelegene Kühkar und die Scharrntröge.
- Die kleine Annabergeckalm wird heute almwirtschaftliche nicht mehr genutzt.
- Gemeindepolitisch schon zur Nachbargemeinde gehörend, schließt westlich der Achselalm und bzw. nördlich der Reichertleitenalm auf der Hochebene die Kleine und die Große Geralm an.

### Die Hochalmen
- Die Weißeneggalm umfasst die beiden verlandeten Hochtröge Vorder- und Hintermoos und die daran südöstlich bis südwestlich angrenzenden Unterhänge.

Oberhalb der großen Grundalmen im Tal liegen orographisch linksseitig
- als reine extensiv genutzte Schafalm das Marchlecker Kar.
- Auf der Marchlegger Alm,
- der Scharrer Hochalm und der
- Senninger Hochalm (auch Senninger Karalm genannt) wurde bis vor etwa 40 Jahren neben Kälbern auch Milchkühe gehalten, die Milch wurde dabei zuletzt über eigenen Milchleitungen ins Tal befördert.

Auf der orographisch rechten Talseite liegen die
- Ottacher Hochalm und nördlich angrenzend die Groß-Lachalmen mit der Lachgrundalm und der Lachhochalm.

Es folgt nach Norden zu
- die Rossalm (alte Schreibweise Roßalm) mit der hoch gelegenen Rosskaralm und weiter im Norden
- die Vordere Lachalm und die Hintere Lachalm. Die Hintere Lachalm wurde früher ebenfalls zeitweise als Schuhbichler Alm bezeichnet.

### Die Nutzung der Almen
Im Hollerbach wurden 1950 insgesamt 368 Kühe und 414 Kälber aufgetrieben, zudem 2276 Schafe und 85 Schweine. Den Tiefpunkt der Almbewirtschaftung lag um das Jahr 1970, wo nur mehr 254 Kühe und 285 Kälber und 790 Schafe auf den Hollersbacher Almen weideten. Schweinehaltung und Pferdehaltung gingen im Tal fast gänzlich zurück. Seit 1970 steigen die Zahlen der Weidetiere wieder erheblich an: 1980 waren wieder 309 Kühe, 570 Kälber und über 800 Schafe auf der Weide. Durch die besonderen Förderung im Zuge der Errichtung des Nationalparkes stiegen die Viehauftriebszahlen insgesamt weiter an. Im Sommer 1988 wurden im Hollersbachtal (auch infolge der besseren Förderungen im Nationalpark) auf einer Fläche von fast 4000 ha sogar 235 Milchkühe 746 sonstige Rinder und 23 Pferde gehalten. Die Folge der hohen Viehauftriebszahlen ist die schrittweise Intensivierung der landwirtschaftlichen Nutzung im Hollersbachtal.

## Klammen und Felsen
Die steilen Trogschultern des Hollersbachtales sind vielfach als hohe aber stark gegliederte Felswände ausgebildet, die Seitenbäche im Tal bildeten in diesen Felsen z. T. tiefe Klammen. Bemerkenswert sind oberhalb des Ofner Bodens die Geierschlafplätze unweit des Berggipfels „Geiering“. Nichtbrütende und daher in den Hohen Tauern übersommernde Weißkopfgeier aus Kroatien (z. B. von den Inseln Krk und Cres und deren Umgebung) suchen seit dem Viehtriebunglück von 1878 abends gerne traditionelle gemeinsame Schlafplätze auf. Zu den bekanntesten Schlafplätzen in den Tauern zählen das Krumltal und das Hollersbachtal. Unmittelbar unter den Geierschlafplätzen haben sich stickstoffliebende Flechtenteppiche entwickelt, deren matt-rot bis matt-orange Farbe auffällt.
Die sehr auffällige Schwefelgelbe Leuchtflechte (Chrysothrix chlorina) gedeiht auch im Hollersbachtal am besten regengeschützt an Felsen und Mauern mit hoher Luftfeuchtigkeit. Ihr werden wegen des intensiven Farbtones fluoreszierende Eigenschaften nachgesagt.

## Das Hollersbachtal umrahmende Berggipfel
Der Pihapper (2513 m ü. A.) ist ein häufig von Bergwanderer begangener Berggipfel oberhalb der Lachalmen und der Rosskaralm. Oberhalb der Ottacher Hochalm liegen der Hohe Herd (2824 m ü. A.) und südlich davon die Geiering Höhe (2748 m ü. A.) mit dem Geiering Horn (2516 m ü. A.). Der Tauernkogel ragt mit 2989 m ü. A. deutlich über die vorgenannten Gipfel auf. Er ist auf markierten Wegen aber nur von der Felbertaler Seite her über die St. Pöltener Hütte gut erreichbar. Dichtenkogel oder Weißeneck (2843 m ü. A.), Roter Kogel (2945 m ü. A.), Rote Säule (2994 m ü. A.) und Abreder Kogel (2980 m ü. A.) sind im Süden des Vorder- und des Hintermooses aufragend alle fast 3000 m ü. A. hoch, touristisch aber nicht erschlossen. Südwestlich des Kratzenberger Sees liegt der Kratzenbergkopf (3023 m ü. A.). Bekannt und von der Neuen Fürther Hütte gut erreichbar ist als Bergspitze über 3000 m ü. A. der Larmkogel (3017 m) neben der gleichnamigen Scharte, die ins Habachtal hinüber führt. Das durch die Klimaerwärmung zunehmend schwindende Watzfeldkees wird im Süden begrenzt vom Blessachkopf (mit 3050 m ü. A. höchster Gipfel des Hollersbachtals), im Norden durch den Graukogel (2834 m ü. A.), der nach Nordnordost hin als Grat bis zum Wildloseck (2312 m) weiterführt. Nördlich des Scharrntales begrenzen Breitkopf (2420 m ü. A.) und Mahdleitenkogel (2348 m ü. A.) das Hollersbachtal.

## Historischer Bergbau
Bergbau waren das wirtschaftliche Rückgrat des Fürsterzbistums. Unterhalb der Geralm bei „Bärenbad“ (auch Bärnbad) begannen die Gebrüder Rosenberger schon 1593 mit einem Kupferkiesabbau, der sich in der Folge aber nicht als wirtschaftliche ertragreich herausstellt. Der Geologe Dr. Werner H. Paar und seine Mitarbeiter beschrieben 1983 an diesem Ort ein neu entdecktes Kupfer-Eisen-Blei-Wismut-Sulfid mit dem Namen „Eclarit“.
Im Jahr 1625 ließen die Gebrüder Rosenberger unweit der heutigen „Seestube“ am Eingang zum Tal nach Kupferkies schürfen. Wassereinbrüche in die Probestollen im Unterhang ließen die Hoffnung auf Nutzbarkeit rasch sinken.
Im Raum der Achselalm und der Flecktrogalm begann Matthias Reindl aus Wald nach Bleiglanz zu graben. Der Bergbau benötigte aber hohe Geldmittel für das Aufschließen der Erzlagerstätten, die Reindl nicht aufbringen konnte. Der Bergbau wurde so wieder eingestellt und auch weitere Versuche für einen Bergbau im späten 17. im 18, und im 19. Jahrhundert hatten keinen Erfolg.
1905 gründete Benno Sommer aus Berlin den „Zink- und Bleierzbau Hollersbach“, der Bergingenieur A. Reitsch sollte den Wiederaufbau des Betreibens voranbringen. Ein Fahrweg zu den Stollen wurde erbaut und Unterkünfte für Bergknappen errichtet. 50 Bergleute begannen mit verschiedenen Suchstollen. Dabei entdeckte man auch zahlreiche Vorkommen von Flussspat. Verschiedene wirtschaftliche aber auch bürokratische Probleme führten 1929 zur Betriebseinstellung, obwohl noch 1925 ein Knappenhaus, eine Seilbahn und sonstige Gebäude errichtet worden waren. Nach der Übernahme des Bergwerkshoffnungsgebietes durch neue Eigentümer (Pinzgauer Bergwerksgesellschaft m.b.H.) wurde überwiegend Flussspat gewonnen, bis es im Jahr 1944 wieder zur Einstellung der Bergbautätigkeit kam. Reste von Grubenhunten und von bergmännischen Gebäuden sind bis heute im Gebiet zu erkennen.

## Naherholung und Fremdenverkehr
Das Hollerbachtal ist heute ein beliebtes Ausflugsziel für Einheimische und vor allem auch für Gäste (Touristen). Drei Gastwirtschaften bestehen heute im Talbereich, nach dem die Edelweißhütte (1219 m) nicht mehr als Gastwirtschaft geführt wird:
- die Seestube am Eingang  zum Tal (885 m)
- die Senningeralm in der Mitte des Tales (1130 m)
- die Neue Fürther Hütte (v. a. für Hochalpinisten) (2201 m)

Die Alte Fürther Hütte war 1903 am Gänsebichljoch in Südtirol gebaut worden, die nach 1919 vom Italienischen Staat enteignet worden war. Die Neue Hütte der Sektion Fürth des Alpenvereines sollte im Hollersbachtal zuerst auf dem Sandebentörl gebaut werden. Die Hütte wurde aber dann 1929 idyllisch und lawinensicher neben dem Kratzenbergsee in 2200 m Höhe erbaut. Mehrfach wurde die Hütte erweitert 2006 folgte eine biologische Kläranlage. Vom Ende des Almweges zur Fürther Hütte führt eine zur Versorgung der Hütte notwendige Materialseilbahn.
Beliebte alpinistische Ziele sind die vor allem die Pihapperspitze, welche im Winter auch von Tourengehern gerne bestiegen wird, der Weg über den Kratzenbergsee zum Sandebentörl und weiter zur Alten Pragerhütte bzw. zum Venediger Höhenweg bzw. ins Innergschlöss, sowie der Weg über die Larmkogelscharte zum Larmkogel und weiter zur Thüringer Hütte im Habachtal. Angesichts des allgemeinen Fahrverbotes für den privaten PKW-Verkehr auf dem Almweg besteht die Möglichkeit mit dem Bus zur Senningeralm gebracht zu werden, oder von dieser zum Tal oder ebenfalls mit dem Bus zur Talstation der Neuen Fürther Hütte. Sehr beliebt ist der gut ausgebaute Almweg (mit oder ohne Elektrounterstützung) für Radfahrer. Sehr beliebt ist auch der abwechslungsreiche Weg entlang des Bachlehrweges Hollersbachtal zur Senningeralm.

## Energiewirtschaft im Hollersbachtal
Das Speicherkraftwerk Hollersbach wurde in den Jahren 1947 bis 1949 errichtet. 2010 und 2011 wurde das Kraftwerk erneuert und das Stauziel um gut 1,5 m erhöht. Zugehörige Kraftwerkshaus wurde an der Mündung des Hollersbaches in die Salzach verlegt. Damit kann das Kraftwerk zusätzlich zehn Meter Gefälle nutzen.
Vorgesehen war vor (beschränkt auch um) 1970 im Hollersbachtal die Errichtung von hohen Staumauern beim Kratzenbergsee einerseits und südlich der Edelweißhütte anderseits zur energetischen Erzeugung von Spitzenstrom. Das Wasser der umgebenden Tauerntäler vor allem im Westen sollte dabei teilweise in die neu geschaffenen Speicherseen abgeleitet werden. In der Folge hat sich aber die Begründung eines Nationalparkes gegenüber der energetischen Nutzung des Tales durchgesetzt. Schon um 1900 waren vier große prägende Nationalparke im deutschsprachigen Raum angedacht worden (Wattenmeer, Lüneburger Heide, Bayrischer Wald, Hohe Tauern), die vom 1909 gegründeten Verein Naturschutzpark mit Sitz in Stuttgart im Jahr 1913 durch den Verein zum Ankauf von Flächen auch im Stubachtal geführt hatten.